# Balmes formosus
Balmes formosus is een insect uit de familie van de Psychopsidae, die tot de orde netvleugeligen (Neuroptera) behoort. 
Balmes formosus is voor het eerst wetenschappelijk beschreven door Kuwayama in 1927.